# Marsilly (Charente-Maritime)
Marsilly település Franciaországban, Charente-Maritime megyében. Lakosainak száma 3185 fő (2022. január 1.). Marsilly Esnandes, Nieul-sur-Mer, Saint-Xandre és Villedoux községekkel határos.

## Népesség
A település népességének változása:
| Lakosok száma | 1005 | 1759 | 1926 | 2438 | 2844 | 2961 | 3045 | 3130 | 3190 | 3185 |
|               | 1968 | 1982 | 1990 | 2006 | 2013 | 2015 | 2017 | 2019 | 2020 | 2022 |